# Vinogradovite
La vinogradovite è un minerale.